# یسنا فضلیچ
یسنا فضلیچ(انگلیسی: Jasna Fazlić؛ زادهٔ ۲۰ دسامبر ۱۹۷۰) بازیکن تنیس روی میز زن اهل یوگسلاوی بود.
وی در مسابقات کشوری و بین‌المللی در مجموع برندهٔ ۱ مدال طلا، ۱ مدال برنز شده‌است.